# Такеру Сато
Такеру Сато  (яп. 佐藤健 Сато: Такеру, нар. 21 березня 1989 року, Івацукі, Сайтама, Японія)  — японський актор. Найбільш відомий за ролями Ретаро Ногамі в серіалі «Камен Райдер Ден-О», в однойменному сезоні серіалу «Kamen Rider» та Хімури Кенсіна в історичному бойовику «Бродяга Кенсін» та його продовженнях.

## Біографія
Такеру Сато народився 21 березня 1989 року у Сайтама, Японія. Коли Такеру навчався у початкових класах школи, його батьки розлучилися.
У Такеру є молодша сестра Тамакі, яка молодша за нього на 4 роки.
Сато був помічений агентом Amuse, Inc. у Харадзюку в Токіо, коли він навчався у старших класах середньої школи, та дебютував у 2006 році. Його першою драмою була «Принцеса Ді» (TV Asahi), де він зіграв роль Тору Куно. У 2007 році він знявся як запрошений актер у фільмі «Балада шінігамі» (Кентаро Ішіхара) і набув популярності після зйомок у 17-й частині серії «Камен райдер» у ролі Ретаро Ногамі.
Коли Такеру народився, всі були вражені його видатними рисами обличчя, хоча його тіло було дуже маленьке. З самого дитинства він мав акробатичні здібності, через що його прозвали «мавпою».
У початковій школі він почав займатися бейсболом, але через вступні іспити був змушений полишити цей вид спорту. Такеру навчався у школі, де було важко отримати високий бал, але він дуже добре вчився й часто посідав перші місця в шкільних олімпіадах. Сама школа була далеко від будинку, тому доводилося добиратися до неї велосипедом.
У дев'ятому класі він отримав 100 балів з математики, що в Японії вважається майже неможливим через високий рівень складності. Також він був найкращим ще з п'яти предметів. У шкільний час Такеру не користувався популярністю, бо був замкнутим у собі і на перервах не виходив із класу.
У 16 років, навчаючись у десятому класі, Такеру вперше пішов на прослуховування в Харадзюку. Він захоплювався акторкою Ері Фукацу, і тому вибрав саме AMUSE Entertainment.
Перш ніж знятися у драмі «Принцеса Принцеса Ді», Такеру підробляв у магазині. Він мав дуже щільний графік: вранці — школа, вдень — робота, уночі — танці. Він не відвідував Діснейленд, не ходив на фестивалі та на подібні заходи, тому в нього немає особливо приємних спогадів із підліткового життя. Такеру вважав, що провалив прослуховування для «принцес», і коли повідомили, що його затвердили на одну з головних ролей, то дуже здивувався. Ця драма мала невеликий бюджет, тому актори навіть не мали візажистів. Попри це, Такеру каже, що він отримав задоволення від зйомок.
11 січня 2007 року йому поставили діагноз — пневмоторакс лівої легені. Десять днів він був під наглядом лікарів, після чого був виписаний і зараз цілком здоровий.
8 березня 2007 року Такеру закінчує вищу школу в Косіґая за тиждень до свого 18-ліття.
Своє двадцятиліття він відсвяткував на фестивалі в Одайбі — «Takeru Festival 2009». Іноді у своєму блозі Такеру писав про численні стреси та про самотність, яку доводиться відчувати через свою роботу, також він скаржився, що через зйомки та щільний графік йому не вдається займатися танцями.

## Ролі
Наразі Такеру Сато є одним з популярних акторів кіно та телебачення в Японії, а також відомий за її межами серед шанувальників японської поп-культури. Він досить активно знімається в кіно і дорамах і має широкий жанровий репертуар, від історичної драми та артхаусу до романтичних комедій. Окрім «Бродяги Кеншіна», серед відомих фільмів та серіалів Сато: «Інуяшікі» (адаптація манґи), «Якби зникли всі кішки в світі» (адаптація манґи), «Напівлюдина» (адаптація манґи), «8-річні заручини», історична дорама «Кухар імператора».